# Volcán Chiles
El Chiles es un volcán nevado ubicado en el nudo de los Pastos. Junto con el volcán Cerro Negro de Mayasquer, constituyen parte de la frontera entre Colombia y Ecuador. 
Está situado en inmediaciones de centro poblado Tufiño (municipio de Tulcán), Ecuador, a 20 kilómetros al noroeste de la ciudad de Tulcán, a 30 kilómetros al oeste de la ciudad de Ipiales, Colombia, y a 200 kilómetros al norte de Quito.
Es un volcán que hace parte del complejo volcánico Chiles-Cerro Negro. Cubre una extensión de 7351 metros cuadrados de la franja que integra el corredor volcánico junto al Cumbal y el Azufral.

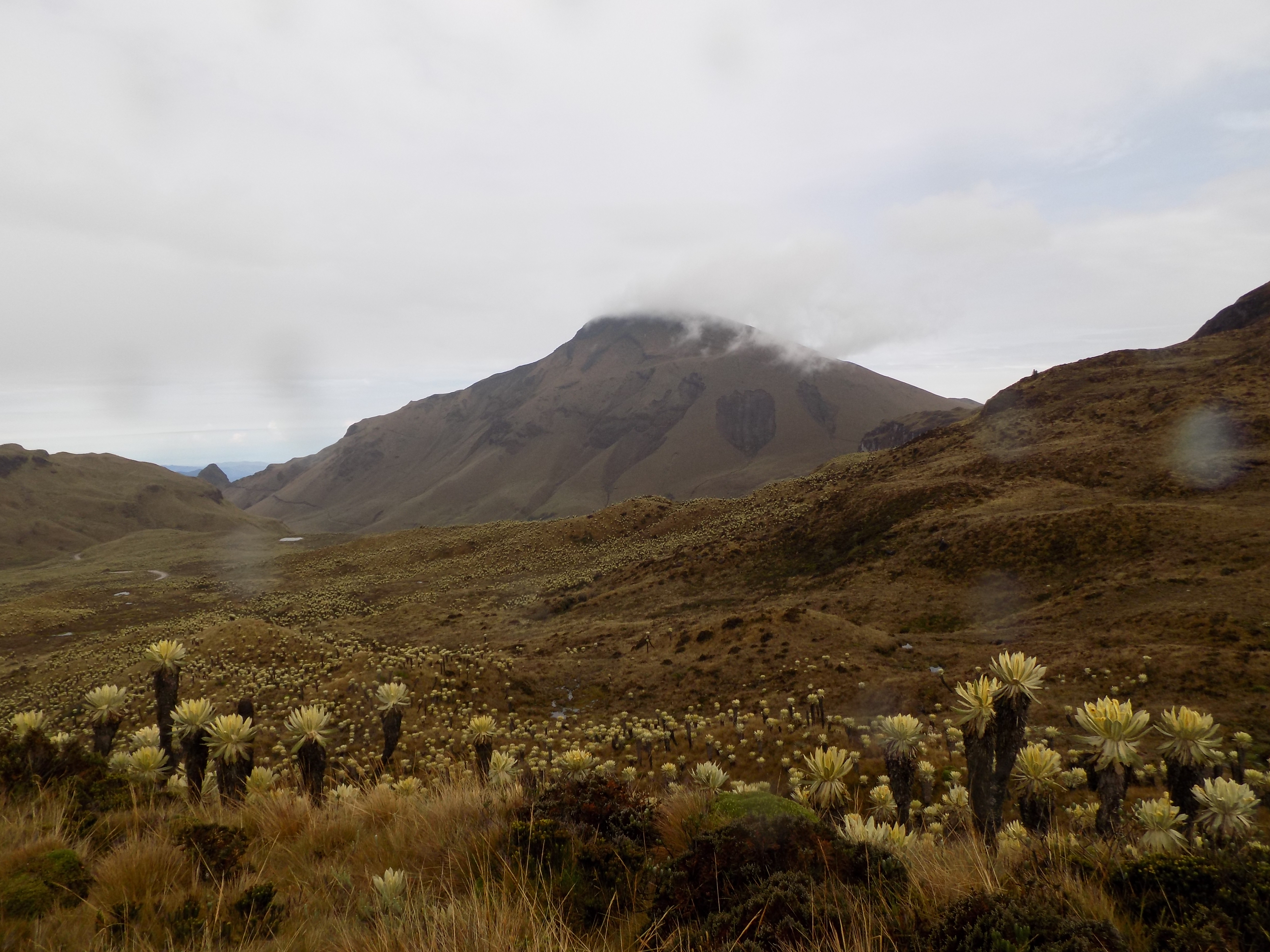
Páramo del volcán Chiles, ubicado en la frontera colombo-ecuatoriana

## Características[2]

### Características geográficas
El Chiles es un volcán de tipo estrato-volcán activo, dominantemente efusivo con evidencia de etapas altamente explosivas. No posee cráter ya que era un nevado inactivo. El Chiles no tiene glaciares pero mantiene nieves constantes en los flancos.

Hidrología: En el páramo de Chiles nacen tres microcuencas: Jávita, Chiles o Gemagan y Capote o Nazate, de las que derivan afluentes hídricas entre las cuales están Juan Chiles, La Calera, El Barro, El Hondón y La Ceja, fuentes del río Carchi (Guáitara).

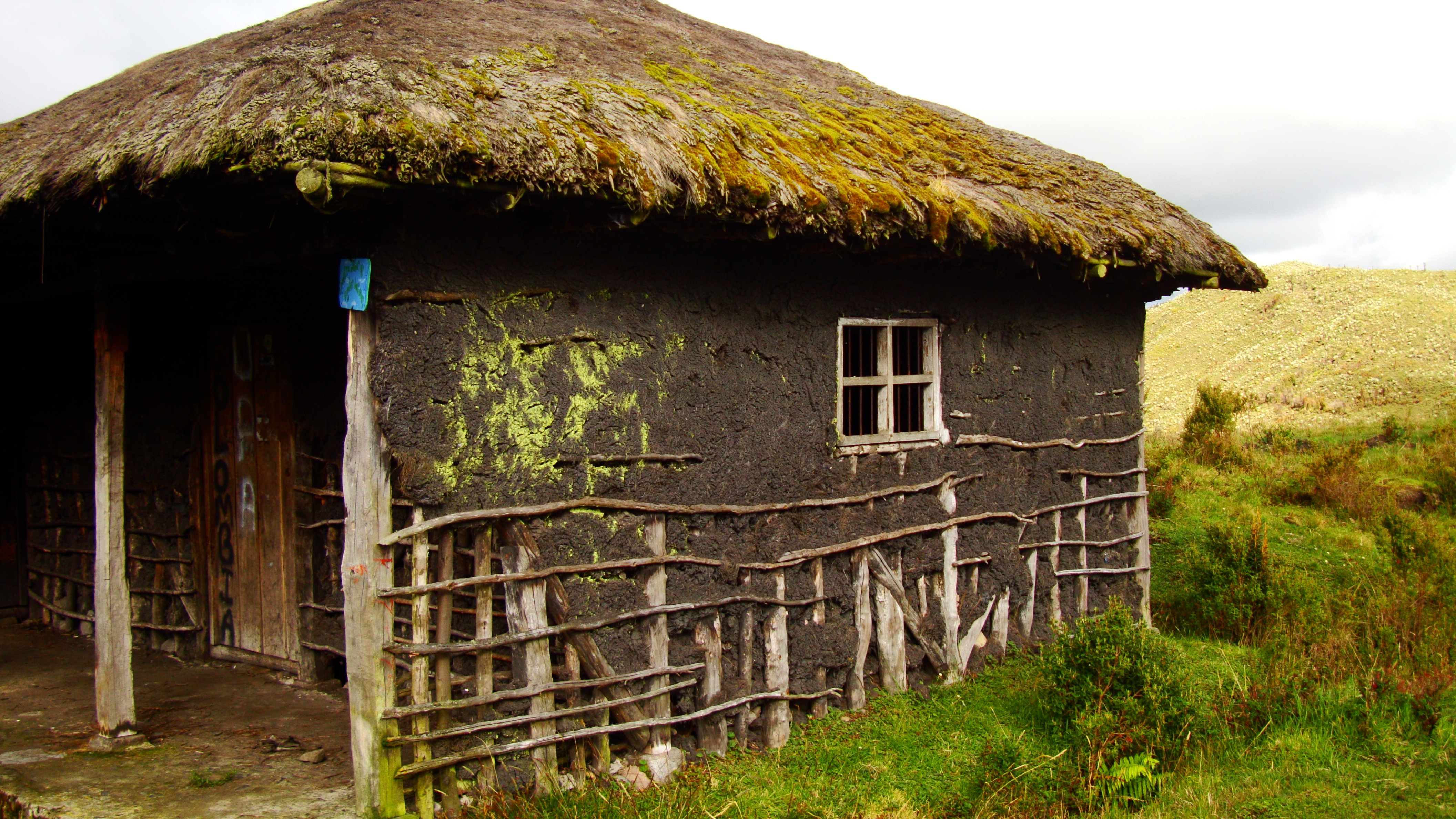
Casa indígena del grupo étnico Pastos ubicada en el páramo de Chiles, en el corregimiento de Chiles del municipio Cumbal.

## Geología
Este sistema está conformado por los estratovolcanes Chiles y Cerro Negro, junto con un domo dacítico alineado a lo largo de la Falla Chiles, con orientación WNW–ESE.
Ambos volcanes son considerados activos y están estrechamente relacionados desde el punto de vista magmático, ya que comparten un sistema común de alimentación. Se desarrollan sobre lavas con piroxeno, olivino y hornblenda que datan de aproximadamente 4,8 millones de años.

### Geología estructural
Estudios estructurales recientes en el área del Volcán Chiles y su entorno han permitido identificar un sistema complejo de fallas activas y lineamientos tectónicos que controlan la circulación de fluidos geotérmicos. La zona presenta un fuerte plegamiento de tipo chevron con vergencia hacia el occidente, y fallas con dirección predominante N20E. Entre las fallas más destacadas se encuentran la Falla Guachucal (transcurrente con desplazamiento dextro-lateral), la Falla Chiles-Cumbal (asociada a fuentes termales), la Falla Chiles-Cerro Negro, y la Falla Cerro Negro-Nasate, entre otras. Estas estructuras tienen orientaciones principales SW-NE (longitudinal) y SE-NW (transversal), siendo esta última de mayor relevancia para el flujo de fluidos geotérmicos.

### Geomorfología
El Volcán Chiles presenta una morfología tipo anfiteatro generada por un colapso lateral. Su actividad ha sido principalmente efusiva, generando depósitos de coladas de lava de gran espesor, con edades entre 0,5 y 0,05 millones de años. También se han identificado depósitos de avalanchas de escombros, un maar en el sector sur y domos acompañados de pequeños cráteres explosivos en las zonas altas del cono.

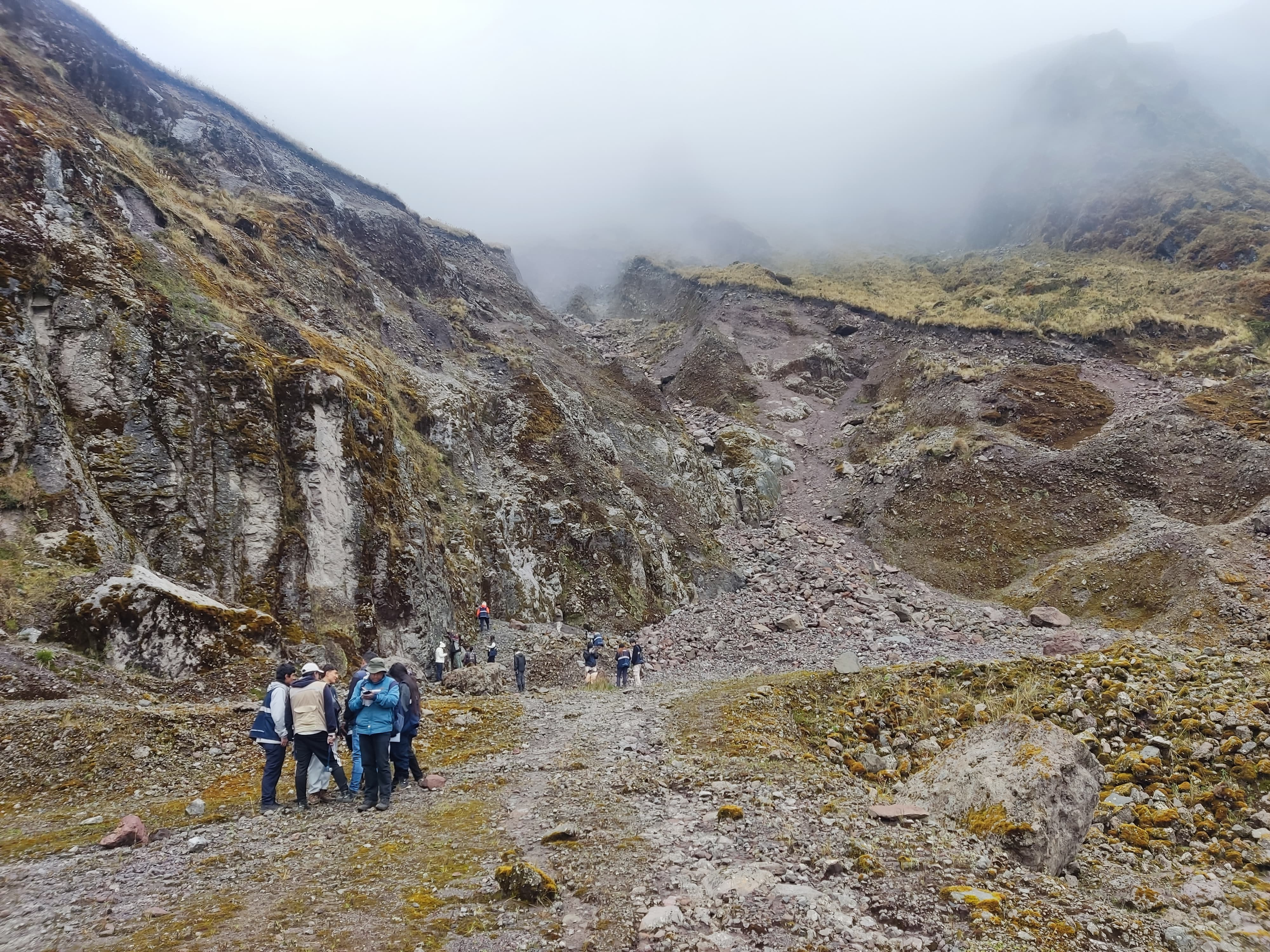
Deposito Glaciar en el Volcán Chiles

El volcán Cerro Negro, también conocido como Cerro La Oreja, está compuesto por dos estructuras superpuestas. La más reciente posee un cráter con forma de herradura abierto hacia el oeste, resultado de un colapso flanco. Sus productos incluyen ignimbritas, lavas, flujos de escoria y depósitos de avalanchas. Se han reportado manifestaciones freáticas y freatomagmáticas menores en ambos volcanes.

### Geotermia
El volcán Chiles hace parte del Proyecto Geotérmico Binacional Tufiño-Chiles-Cerro Negro, una iniciativa colombo-ecuatoriana que busca aprovechar el potencial energético de esta región. La identificación de lineamientos estructurales y la existencia de manifestaciones superficiales como fuentes termales (por ejemplo, el sector de Aguas Hediondas) sugieren un sistema geotérmico activo. El análisis geomecánico (RMR) de afloramientos cercanos al volcán indica que las rocas tienen buena calidad estructural (RMR > 70) y presencia de fracturas que favorecen la permeabilidad, lo cual es fundamental para la circulación de fluidos calientes en profundidad.

#### Modelo geotérmico
El sistema geotérmico Chiles–Cerro Negro se desarrolla en una zona de intensa actividad volcánica y tectónica, influenciada por un conjunto de fallas principales con orientación NE-SW, entre las cuales destaca la Falla Chiles–Cerro Negro. Esta falla tiene un papel clave en el ascenso de fluidos hidrotermales y en la delimitación del sistema geotérmico. El modelo conceptual del reservorio sugiere que los fluidos provienen de profundidades mayores a 4 km, posiblemente alimentados por una fuente magmática asociada a un cuerpo ígneo que aún no ha sido identificado directamente.
El sistema presenta manifestaciones superficiales como fuentes termales y alteración hidrotermal, y se ha propuesto un modelo de reservorio dividido en zonas: una zona caliente profunda (>180 °C), una zona de mezcla a nivel intermedio (confluyen fluidos meteóricos y magmáticos), y una zona superficial de alteración arcillosa.

### Actividad sísmica
La región ha presentado enjambres sísmicos significativos, especialmente entre 2013 y 2015, que se asocian tanto a la actividad volcánica como a la reactivación de fallas en la zona. Análisis geológicos han identificado una posible correlación espacial entre los epicentros registrados y varias fallas activas, lo cual sugiere que parte de la sismicidad puede deberse a ajustes tectónicos a lo largo de estas estructuras. Se recomienda la relocalización precisa de estos eventos para confirmar dicha relación.
Desde julio de 2013, el complejo volcánico ha mostrado un incremento en la sismicidad, interpretado como una señal de posible reactivación volcánica. Este comportamiento ha sido monitoreado por el Instituto Geofísico de la Escuela Politécnica Nacional en el lado ecuatoriano, y por el Servicio Geológico Colombiano a través del Observatorio Vulcanológico y Sismológico de Pasto en el lado colombiano.

### Actividad histórica y reciente
Aunque no se han documentado erupciones importantes en tiempos históricos, se han observado manifestaciones volcánicas menores en el pasado. Entre 1860 y 1869, se registró intensa actividad fumarólica en el Volcán Chiles, posiblemente asociada a pequeños eventos eruptivos en su flanco sur. Durante el mismo periodo, también se reportaron manifestaciones hidrotermales y fumarólicas en el anfiteatro del Cerro Negro. Sin embargo, esta actividad cesó hacia inicios del siglo XX.
Estudios palinológicos recientes identificaron 12 capas de ceniza en una turbera situada entre ambos volcanes, con edades entre 5780 ± 30 años AP y 200 ± 30 años AP, aunque no se ha confirmado que provengan directamente de este complejo.

### Potencial económico
El complejo también alberga importantes depósitos de azufre y ha sido objeto de exploración geotérmica binacional entre Colombia y Ecuador.

## Glaciares
El complejo volcánico Chiles–Cerro Negro, ubicado en la frontera entre Colombia y Ecuador, cuenta con cimas que superan los 4.600 metros de altitud, lo que sugiere que, al igual que otros volcanes de la región, albergó glaciares en el pasado. Durante el Último Máximo Glacial, hace aproximadamente 20.000 años, la línea de nieve en los Andes tropicales se encontraba cerca de los 3.900 m s. n. m., lo que favoreció la existencia de glaciares en volcanes como Chiles (4.698 m) y Cerro Negro de Mayasquer (aproximadamente 4.470 m).
En épocas históricas más recientes, se reporta que el complejo conservó glaciares hasta mediados del siglo XX. Según el IDEAM, los glaciares en el área del volcán Chiles (o posiblemente Cerro Negro) persistieron hasta el año 1950. Estos glaciares habrían sido de tamaño reducido y posiblemente se encontraban en forma de nieve o hielo perenne, influenciados por factores topográficos y climáticos locales.
Actualmente, el complejo Chiles–Cerro Negro no presenta cobertura glaciar. Esta pérdida está en concordancia con el retroceso generalizado de los glaciares tropicales en Colombia y Ecuador, documentado por múltiples estudios científicos y agencias internacionales.